# Protein E6 (humanes Papillomvirus 16)
Protein E6 ist ein onkogenes Protein des humanen Papillomvirus 16.

## Eigenschaften
Protein E6 bringt ruhende Zellen zur Zellteilung durch Überwindung der Checkpoints der Zelle von der G0-Phase in die S-Phase. Daneben hemmt es die Apoptose und hemmt die Immunantwort. In Kombination mit E7 transformiert es Wirtszellen.
Protein E6 bindet an die Ubiquitinligase UBE3A (synonym E6-AP) und inaktiviert p53 und p73 durch Abbau im 26S-Proteasom. Dadurch nehmen DNA-Schäden und Chromosomenaberrationen zu, die letztendlich in der Entstehung von Krebs resultieren. Der Proteinkomplex aus E6 und UBE3A bindet verschiedene andere zelluläre Proteine und führt sie zu einem Abbau im Proteasom, beispielsweise DLG1, NFX1, BAK1, FADD-enthaltende Proteine, Procaspase 8, IRF3 und TYK2. NFX1 ist ein Inhibitor der Genexpression der hTERT, weshalb durch den Abbau von NFX1 vermehrt hTERT gebildet wird, die zu einer Immortalisierung der Zelle führt. BAK1, FADD-Proteine und die Procaspase 8 leiten die Apoptose ein, weshalb es durch deren Abbau zu einer Hemmung der Apoptose führt. IRF3 und TYK2 sind an der Immunantwort beteiligt, weshalb ihr Abbau zu einer geminderten Immunantwort durch eine gehemmte Induktion von Genen der Immunreaktion bzw. der Aktivierung von Jak-Stat führt, wodurch die Interferon-Bildung und Wirkung gehemmt wird. Der C-Terminus von Protein E6 bindet an die PDZ-Domäne von PDZ-enthaltenden Proteinen.